# Blowin’
BLOWIN’ – dziesiąty singel japońskiego zespołu B’z, wydany 27 maja 1992 roku. Osiągnął 1 pozycję w rankingu Oricon i pozostał na liście przez 31 tygodni, sprzedał się w nakładzie 1 763 970 egzemplarzy. Singel zdobył status płyty Milion oraz nagrodę „Best 5 Single Award” podczas rozdania 7th Japan Gold Disc Award. Został wydany ponownie 26 marca 2003 roku. 
Utwór tytułowy został wykorzystany w reklamie chipsów firmy Calbee, a utwór TIME w rozpoczęciach programu Station EYE (jap. ステーションEYE Sutēshon EYE) stacji All-nippon News Network.

## Lista utworów
| Nr | Tytuł      | Czas |
| -- | ---------- | ---- |
| 1. | „BLOWIN’ ” | 3:53 |
| 2. | „TIME”     | 4:56 |

## Muzycy
- Tak Matsumoto: gitara, kompozycja i aranżacja utworów
- Kōshi Inaba: wokal, teksty utworów
- Masao Akashi: aranżacja
- Ikkō Tanaka: perkusja (#2)
- B+U+M

## Notowania
| Lista                                  | Pozycja |
| -------------------------------------- | ------- |
| Oricon Weekly Singles Chart            | 1       |
| Oricon Monthly Singles Chart           | 1       |
| Oricon Yearly Singles Chart (rok 1992) | 3       |